# くまちゃむ
くまちゃむは日本の女性パチスロライター。所属は「パチマガスロマガ」。

## 人物
2020年にデビューした新人ライター。名前にも使われている「熊」のグッズをいつも身に着けている。ライター歴・パチスロ歴は浅いものの、天真爛漫な明るい性格と何事にも物怖じしないチャレンジ精神で今、最も注目されているライターの一人。現在は、一人前のライターになるべく日々パチスロのいろはを猛勉強中。

## 連載
くまチャレ アソート - パチマガスロマガFREE

## 主な出演番組
くまちゃむの『Let's くまチャレ』 - パチマガスロマガちゃんねる